# Contea di Orange (New York)
La contea di Orange, in inglese Orange County, è una contea del sud-est dello Stato di New York negli Stati Uniti. Il capoluogo di contea è Goshen. È parte dell'area metropolitana di New York.

## Geografia
La contea si trova nel sud dello Stato, al confine con Pennsylvania e New Jersey. A est il confine è segnato dal fiume Hudson. Il territorio è pianeggiante nel nord-est, dove si stende la valle dell'Hudson, e nell'area centro-settentrionale dove scorrono verso nord i fiumi Wallkill, Dwarr Kill e Shawanunk. Quest'ultimo segna il confine nord-occidentale.
Nell'area centro-orientale e nel sud-est si elevano i rilievi montuosi delle Hudson Highlands che raggiungono la quota più alta nella Scunemunk Mountain. È questa un'area ricoperta da moltissimi laghi e parte di essa ricade nell'Harriman-Bear Mountain State Park. Nel sud-est al confine con il New Jersey si estende il lago di Greenwood. Ad ovest si elevano i rilievi montuosi delle Shawangunk Mountains. Nell'estremo sud-ovest la contea si affaccia sulla valle del Delaware che segna il tratto di confine con la Pennsylvania.
Le città principali sono Newburgh (posta sul fiume Hudson), Middletown e Port Jervis (posta sul fiume Delaware). Nella contea orientale, in prossimità dell'Hudson, ha sede la United States Military Academy.

### Contee confinanti
- Contea di Ulster - nord
- Contea di Dutchess - nord-est
- Contea di Putnam - est
- Contea di Rockland - sud-est
- Contea di Passaic (New Jersey) - sud
- Contea di Sussex (New Jersey) - sud-ovest
- Contea di Pike (Pennsylvania) - ovest
- Contea di Sullivan - nord-ovest

## Storia

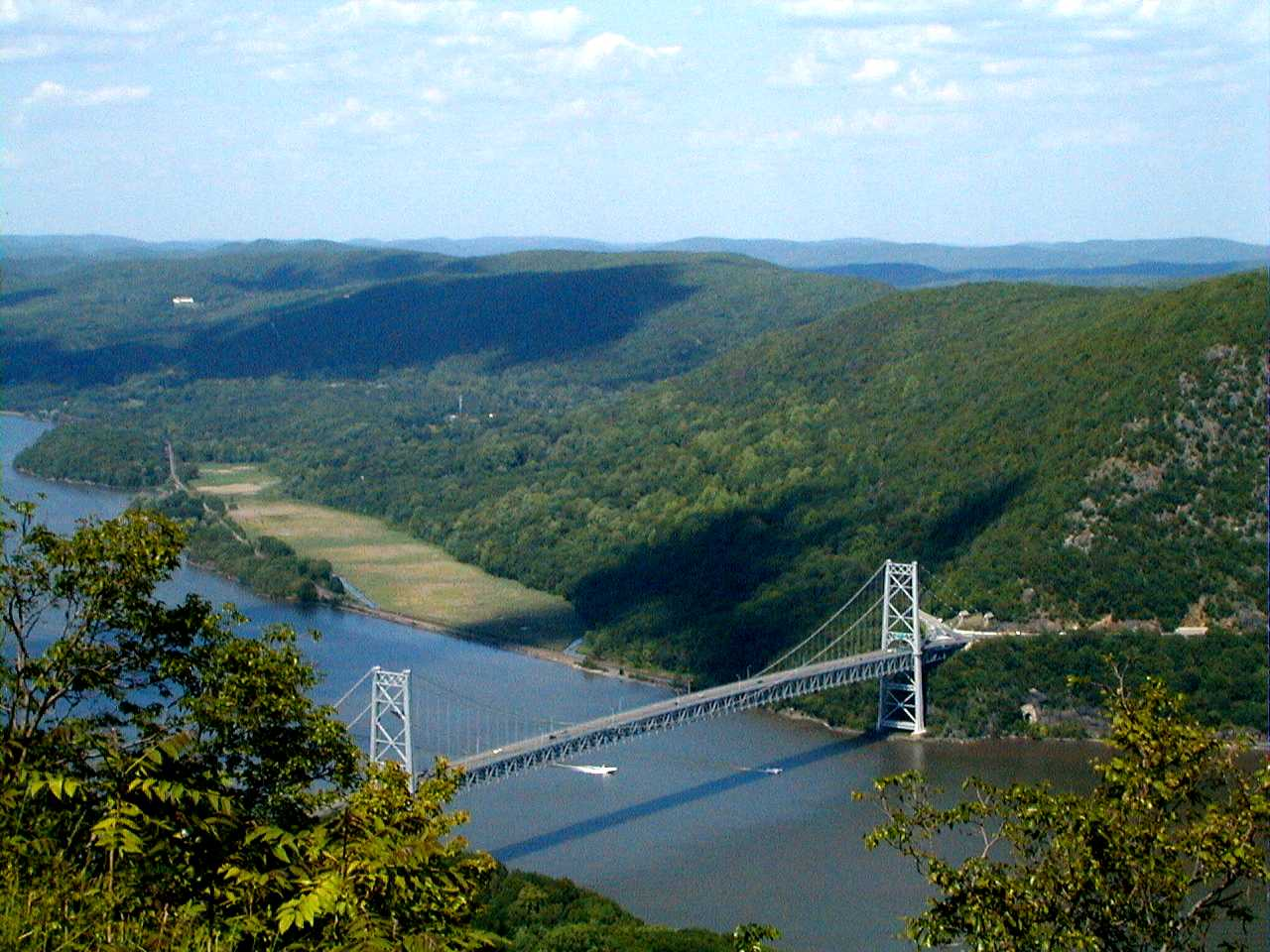
Il ponte di Bear Mountain, visto dal monte omonimo, scavalca l'Hudson

Esistono prove che i primi nativi vissero nella regione a partire da 12 000 anni fa. Nativi di lingua algonchina vivevano nell'are nel XVII secolo. Nel 1609, Henry Hudson risalì il fiume che da lui prese il nome e ancorò la sua nave, la Half Moon, nella baia di Cornwall, nel territorio dell'attuale contea.
La contea è una delle 12 contee originarie istituite dalla Provincia di New York nel 1683. Fu nominata così in onore di Guglielmo III d'Orange. Durante la guerra d'indipendenza, George Washington dimorò a lungo a Newburgh.
Nel 1798 dal territorio della contea fu staccata la parte sud-orientale che sarebbe divenuta la contea di Rockland.

## Comuni

### Cities
- Middletown
- Newburgh
- Port Jervis

### Towns
- Blooming Grove
- Chester
- Cornwall
- Crawford
- Deerpark
- Goshen (capoluogo)
- Greenville
- Hamptonburgh
- Highlands
- Minisink
- Monroe
- Montgomery
- Mount Hope
- New Windsor
- Palm Tree
- Tuxedo
- Wallkill
- Warwick
- Wawayanda
- Woodbury

### Villages
- Chester
- Cornwall-on-Hudson
- Florida
- Goshen
- Greenwood Lake
- Harriman
- Highland Falls
- Kiryas Joel
- Maybrook
- Otisville
- South Blooming Grove
- Tuxedo Park
- Unionville
- Walden
- Washingtonville